# We Are Young
We Are Young ist ein Lied der US-amerikanischen Band Fun. Der Song erreichte in zahlreichen Ländern die Spitzenposition der Charts. Im Jahr 2013 erhielt der Song den Grammy Award in der Kategorie Song des Jahres.

## Hintergrund
Veröffentlicht wurde das Lied zwar erst im September 2011, jedoch wurde es den Produzenten der Fernsehserie Glee bereits im Frühjahr von der Plattenfirma zugestellt. Die in der Serie verwendete Version erhielt große Aufmerksamkeit und schaffte es in den USA auf Platz 1 der Charts. Als in einer Werbepause des Super Bowl 2012 ein Autohersteller das Original des Songs benutzte, wurde auch diese Version bekannt. Als Gastmusikerin wirkte Janelle Monáe an dem Song mit.

## Rezensionen
Thomas Winkler von ZEIT online meint: „We Are Young ist ein hübscher Popsong. Eine forsche Trommel, ein dezenter Klavierakkord, eine helle Stimme, die ihre euphorisierende Jugendlichkeit selbst noch durch das schepperndste Küchenradio zu transportieren versteht, und nicht zuletzt ein sofort mitsingbarer Refrain, der von einer frisch beginnenden Liebe erzählt und sentimentale Sehnsüchte bündelt.“
RJ Cubarrubia schreibt auf billboard.com: “Ruess shifts from vulnerable verbal tumbling in the song’s sonically sparse intro to the grandiose declaration, ‘Tonight, we are young/ So let’s set the world on fire’ in the massive chorus.”

## Kommerzieller Erfolg

### Chartplatzierungen
| ChartsChartplatzierungen       | Höchstplatzierung | Wochen |
| ------------------------------ | ----------------- | ------ |
| Deutschland (GfK)              | 4 (36 Wo.)        | 36     |
| Österreich (Ö3)                | 1 (30 Wo.)        | 30     |
| Schweiz (IFPI)                 | 2 (41 Wo.)        | 41     |
| Vereinigte Staaten (Billboard) | 1 (42 Wo.)        | 42     |
| Vereinigtes Königreich (OCC)   | 1 (47 Wo.)        | 47     |

| ChartsJahrescharts (2011)      | Platzierung |
| ------------------------------ | ----------- |
| Deutschland (GfK)              | 25          |
| Österreich (Ö3)                | 8           |
| Schweiz (IFPI)                 | 15          |
| Vereinigte Staaten (Billboard) | 3           |
| Vereinigtes Königreich (OCC)   | 3           |

| ChartsJahrescharts (2010–2019) | Platzierung |
| ------------------------------ | ----------- |
| Vereinigte Staaten (Billboard) | 29          |
| Vereinigtes Königreich (OCC)   | 85          |

### Auszeichnungen für Musikverkäufe
| Land/Region                  | Auszeichnungen für Musikverkäufe (Land/Region, Auszeichnung, Verkäufe) | Verkäufe   |
| ---------------------------- | ---------------------------------------------------------------------- | ---------- |
| Australien (ARIA)            | 7× Platin                                                              | 490.000    |
| Belgien (BRMA)               | Gold                                                                   | 15.000     |
| Dänemark (IFPI)              | Platin                                                                 | 30.000     |
| Deutschland (BVMI)           | Platin                                                                 | 300.000    |
| Frankreich (SNEP)            | Gold                                                                   | 75.000     |
| Irland (IRMA)                | Platin                                                                 | 15.000     |
| Italien (FIMI)               | 2× Platin                                                              | 60.000     |
| Japan (RIAJ)                 | Gold                                                                   | 100.000    |
| Kanada (MC)                  | Diamant                                                                | 800.000    |
| Mexiko (AMPROFON)            | 5× Gold                                                                | 150.000    |
| Neuseeland (RMNZ)            | 5× Platin                                                              | 150.000    |
| Österreich (IFPI)            | Platin                                                                 | 30.000     |
| Schweden (IFPI)              | 4× Platin                                                              | 160.000    |
| Schweiz (IFPI)               | 2× Platin                                                              | 60.000     |
| Spanien (Promusicae)         | Platin                                                                 | 60.000     |
| Vereinigte Staaten (RIAA)    | Diamant                                                                | 10.000.000 |
| Vereinigtes Königreich (BPI) | 4× Platin                                                              | 2.400.000  |
| Insgesamt                    | 4× Gold · 31× Platin · 2× Diamant ·                                    | 14.895.000 |

### Auszeichnungen für Musikstreaming
| Land/Region     | Auszeichnungen für Musikverkäufe (Land/Region, Auszeichnung, Verkäufe) | Verkäufe  |
| --------------- | ---------------------------------------------------------------------- | --------- |
| Dänemark (IFPI) | 2× Platin                                                              | 1.800.000 |
| Insgesamt       | 2× Platin ·                                                            | 1.800.000 |